# Carex peregrina
Carex peregrina planta que se encontra em vários dos arquipélagos da Macaronésia, como é o caso da ilha da Madeira, e dos Açores, sendo que neste último arquipélago surge em todas as ilhas. Em África esta planta surge no Quénia, na Tanzânia e na Etiópia. É um género botânico pertencente à família Cyperaceae.